# 詹尼尼峰
詹尼尼峰（英語：Giannini Peak），是南極洲的山峰，位於帕爾默地東部，處於諾德希爾山東南面24公里，在1974年由美國地質調查局繪入地圖，現時由南極條約體系管理。